# Laurent Clerc
Pour les articles homonymes, voir Clerc.
Laurent Clerc, né Louis Laurent Marie Clerc le 26 décembre 1785 à La Balme-les-Grottes dans l'Isère et mort le 18 juillet 1869 à Hartford dans le Connecticut aux États-Unis, est le pionnier de l'éducation des sourds américains.
Il possède une aura très importante chez les membres de la communauté sourde, tant français qu'américains. Avec Thomas Hopkins Gallaudet, il a cofondé la première école en Amérique du Nord, pour l'éducation et l'instruction des sourds et muets le 15 avril 1817 dans une salle louée à l'hôtel Bennet à Hartford, dans le Connecticut. L'école a été plus tard rebaptisée École américaine pour les sourds (anglais : American School for the Deaf) et a déménagé plusieurs fois avant de s'installer en 1921, dans des bâtiments spécialement construits pour elle à West-Hartford. Cette école est la plus ancienne pour les enfants sourds aux États-Unis.

## Biographie
Né dans un petit village au nord-est de Lyon, d’un père notaire receveur des impôts et maire et d’une mère issue de la bourgeoisie locale, Laurent Clerc tombe à l’âge d’un an dans la cheminée du domicile de ses parents et se brûle la joue. C'est cet accident qui serait, paraît-il, la cause de sa surdité et de sa perte de l’odorat mais il est probable qu'il est né avec ces handicaps. Il gardera une cicatrice au visage et cette marque deviendra son nom-signe dans la communauté sourde, la forme de la main en « U » (avec le pouce étendu) vient glisser le long de la joue.
Un peu avant 1798, alors qu'il n'a pas douze ans, il rejoint l’Institution
nationale des sourds-muets de Paris à Paris. Il y fera carrière, devenant répétiteur à 22 ans. Il s'y lie d’amitié avec Jean Massieu (1772-1846) et le tout jeune Ferdinand Berthier. En 1815, alors qu'il fait une démonstration des méthodes d’enseignements des sourds avec l’abbé Sicard à Londres, il fait la rencontre de Thomas Hopkins Gallaudet, pasteur américain venu des États-Unis pour découvrir un moyen de donner une instruction aux sourds de son pays.
L'année suivante, Gallaudet vient à Paris et demande à Laurent Clerc de l'accompagner aux États-Unis pour y fonder une école. Il accepte un contrat de trois ans. En compagnie de Thomas Hopkins Gallaudet, Laurent s'embarque au Havre et quitte la France le 16 juin 1816 sur le voilier Mary Augusta. Ils arrivent à New York après 52 jours de mer. À Hartford (Connecticut), ils fonderont la première école pour sourds impulsant ainsi l’élan qui permettra à l'un des fils de Thomas Gallaudet, Edward Miner Gallaudet de créer plus tard, à Washington, le Gallaudet College qui deviendra ensuite l’université du même nom, seule université pour sourds. Laurent Clerc aura l’honneur d'être présent à l'inauguration quelques années avant sa mort survenue le 18 juillet 1869. 

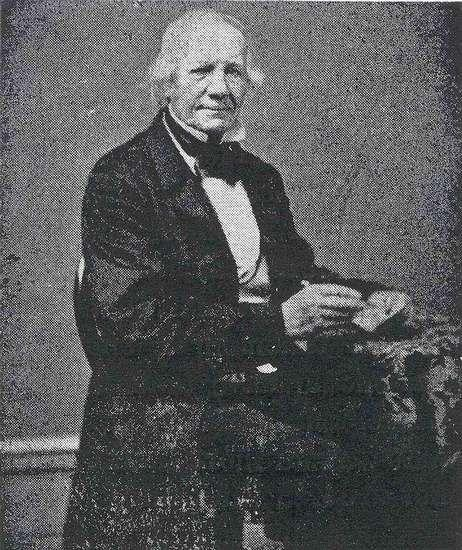
Laurent Clerc en 1862

Le 3 mai 1819, Laurent Clerc épousait l’Américaine Elisabeth Crocker Boardman, avec laquelle il allait avoir six enfants (trois filles et trois garçons), dont :
- Élisabeth Victoria Clerc (25 mars 1820 -1887)[6]
- Hélène Aline Clerc (25 mars 1822 - 20 juillet 1822)[6].
- Francis Joseph  (1823 - 1907)
- Charles Michael  (1826 - 1852)
- Sarah Byers  (1828 - 1869)
- John B  (1828 - 1831)